# Campionati europei under 23 di slittino
I campionati europei di slittino under 23 assegnano il titolo europeo di slittino su pista artificiale nella categoria degli atleti "senior" che non hanno ancora superato i 23 anni nell'anno sportivo in cui si disputa la manifestazione.
Si disputano contemporaneamente ai campionati europei di slittino con la modalità "gara nella gara" e un atleta può concorrere per entrambe le classifiche previo il rispetto del requisito di età. Questa speciale classifica (di fatto non si tratta di una vera e propria categoria in quanto inclusa nella gara "senior") è stata inserita per la prima volta durante gli europei di Lillehammer 2020.

## Albo d'oro

### Singolo donne
| Anno | Luogo        | Oro                        | Argento                  | Bronzo                    |
| ---- | ------------ | -------------------------- | ------------------------ | ------------------------- |
| 2020 | Lillehammer  | Madeleine Egle Austria     | Jessica Tiebel Germania  | Anna Berreiter Germania   |
| 2021 | Sigulda      | Elīna Ieva Vītola Lettonia | Madeleine Egle Austria   | Julianna Tunyc'ka Ucraina |
| 2022 | Sankt Moritz | Elīna Ieva Vītola Lettonia | Anna Berreiter Germania  | Verena Hofer Italia       |
| 2023 | Sigulda      | Elīna Ieva Vītola Lettonia | Merle Fräbel Germania    | Sigita Bērziņa Lettonia   |
| 2024 | Innsbruck    | Verena Hofer Italia        | Merle Fräbel Germania    | Melina Fischer Germania   |
| 2025 | Winterberg   | Merle Fräbel Germania      | Barbara Allmaier Austria | Melina Fischer Germania   |

### Singolo uomini
| Anno | Luogo        | Oro                        | Argento                    | Bronzo                     |
| ---- | ------------ | -------------------------- | -------------------------- | -------------------------- |
| 2020 | Lillehammer  | Kristers Aparjods Lettonia | Jonas Müller Austria       | Max Langenhan Germania     |
| 2021 | Sigulda      | Max Langenhan Germania     | Gints Bērziņš Lettonia     | Moritz Bollmann Germania   |
| 2022 | Sankt Moritz | Leon Felderer Italia       | Max Langenhan Germania     | Gints Bērziņš Lettonia     |
| 2023 | Sigulda      | Gints Bērziņš Lettonia     | David Nößler Germania      | Timon Grancagnolo Germania |
| 2024 | Innsbruck    | Gints Bērziņš Lettonia     | Timon Grancagnolo Germania | Lukas Peccei Italia        |
| 2025 | Winterberg   | Timon Grancagnolo Germania | Gints Bērziņš Lettonia     | Kaspars Rinks Lettonia     |

### Doppio
| Anno | Luogo        | Oro                                 | Argento                                    | Bronzo                                |
| ---- | ------------ | ----------------------------------- | ------------------------------------------ | ------------------------------------- |
| 2020 | Lillehammer  | Ivan Nagler Fabian Malleier Italia  | Vsevolod Kaškin Konstantin Koršunov Russia | Ihor Stachiv Andrij Lysec'kyj Ucraina |
| 2021 | Sigulda      | Mārtiņš Bots Roberts Plūme Lettonia | Vsevolod Kaškin Konstantin Koršunov Russia | Ivan Nagler Fabian Malleier Italia    |
| 2022 | Sankt Moritz | Mārtiņš Bots Roberts Plūme Lettonia | Juri Gatt Riccardo Schöpf Austria          | Tomáš Vaverčák Matej Zmij Slovacchia  |

### Doppio donne
| Anno | Luogo      | Oro                                        | Argento                                        | Bronzo                                    |
| ---- | ---------- | ------------------------------------------ | ---------------------------------------------- | ----------------------------------------- |
| 2023 | Sigulda    | Anda Upīte Sanija Ozoliņa Lettonia         | Jessica Degenhardt Cheyenne Rosenthal Germania | Selina Egle Lara Kipp Austria             |
| 2024 | Innsbruck  | Marta Robežniece Kitija Bogdanova Lettonia | Lisa Zimmermann Dorothea Schwarz Austria       | Selina Egle Lara Kipp Austria             |
| 2025 | Winterberg | Selina Egle Lara Kipp Austria              | Marta Robežniece Kitija Bogdanova Lettonia     | Nadia Falkensteiner Annalena Huber Italia |

### Doppio uomini
| Anno | Luogo      | Oro                                                                                       | Argento                                                                                   | Bronzo                                                                                    |
| ---- | ---------- | ----------------------------------------------------------------------------------------- | ----------------------------------------------------------------------------------------- | ----------------------------------------------------------------------------------------- |
| 2023 | Sigulda    | titolo non assegnato in quanto non venne raggiunto il numero minimo di partecipanti (tre) | titolo non assegnato in quanto non venne raggiunto il numero minimo di partecipanti (tre) | titolo non assegnato in quanto non venne raggiunto il numero minimo di partecipanti (tre) |
| 2024 | Innsbruck  | Juri Gatt Riccardo Schöpf Austria                                                         | Raimonds Baltgalvis Vitālijs Jegorovs Lettonia                                            | Moritz Jäger Valentin Steudte Germania                                                    |
| 2025 | Winterberg | Christián Bosman Bruno Mick Slovacchia                                                    | Raimonds Baltgalvis Uldis Jakseboga Lettonia                                              | Maksym Pančuk Andrij Muc Ucraina                                                          |

## Medagliere
| Pos.   | Paese      | Oro | Argento | Bronzo | Totale |
| ------ | ---------- | --- | ------- | ------ | ------ |
| 1      | Lettonia   | 10  | 5       | 3      | 18     |
| 2      | Germania   | 3   | 8       | 7      | 18     |
| 3      | Austria    | 3   | 5       | 2      | 10     |
| 4      | Italia     | 3   | 0       | 4      | 7      |
| 5      | Slovacchia | 1   | 0       | 1      | 2      |
| 6      | Russia     | 0   | 2       | 0      | 2      |
| 7      | Ucraina    | 0   | 0       | 3      | 3      |
| Totale | Totale     | 20  | 20      | 20     | 60     |